# Breaking the Cycle
Breaking the Cycle (tj. Prolomit cyklus) je americký hraný film z roku 2002, který režíroval Dominick Brascia podle vlastního scénáře. Film popisuje osudy vztah dvou spolubydlících v New Yorku.

## Děj
Chad a Jason spolu sdílejí jeden byt. Každý z nich je jiný. Zatímco Jason střídá partnery, Chad by chtěl naopak najít trvalý vztah. Jason vyhledává své partnery na jednu noc na internetových seznamkách. Chad se na radu svého kamaráda Sammyho také na jednu přihlásí. Také Jason posléze zjistí, že by chtěl najít člověka na dlouhodobější vztah. Přes seznamku si proto začne dopisovat s klukem, ovšem netuší, že je to jeho spolubydlící Chad.

## Obsazení
| Carlos da Silva  | Jason   |
| Ryan White       | Chad    |
| Adam Cox         | Tommy   |
| Stephen Halliday | Sammy   |
| Joseph Valenti   | Brad    |
| Jeffrey Radford  | cizinec |